# Taperinha maculata
Taperinha maculata är en insektsart som beskrevs av Keti Maria Rocha Zanol 1989. Taperinha maculata ingår i släktet Taperinha och familjen dvärgstritar. Inga underarter finns listade i Catalogue of Life.